# Mas Trepat
El Mas Trepat és un mas situat al municipi de Preixens, a la comarca catalana de la Noguera a 332 metres d'altitud.